# Rosengatan, Stockholm

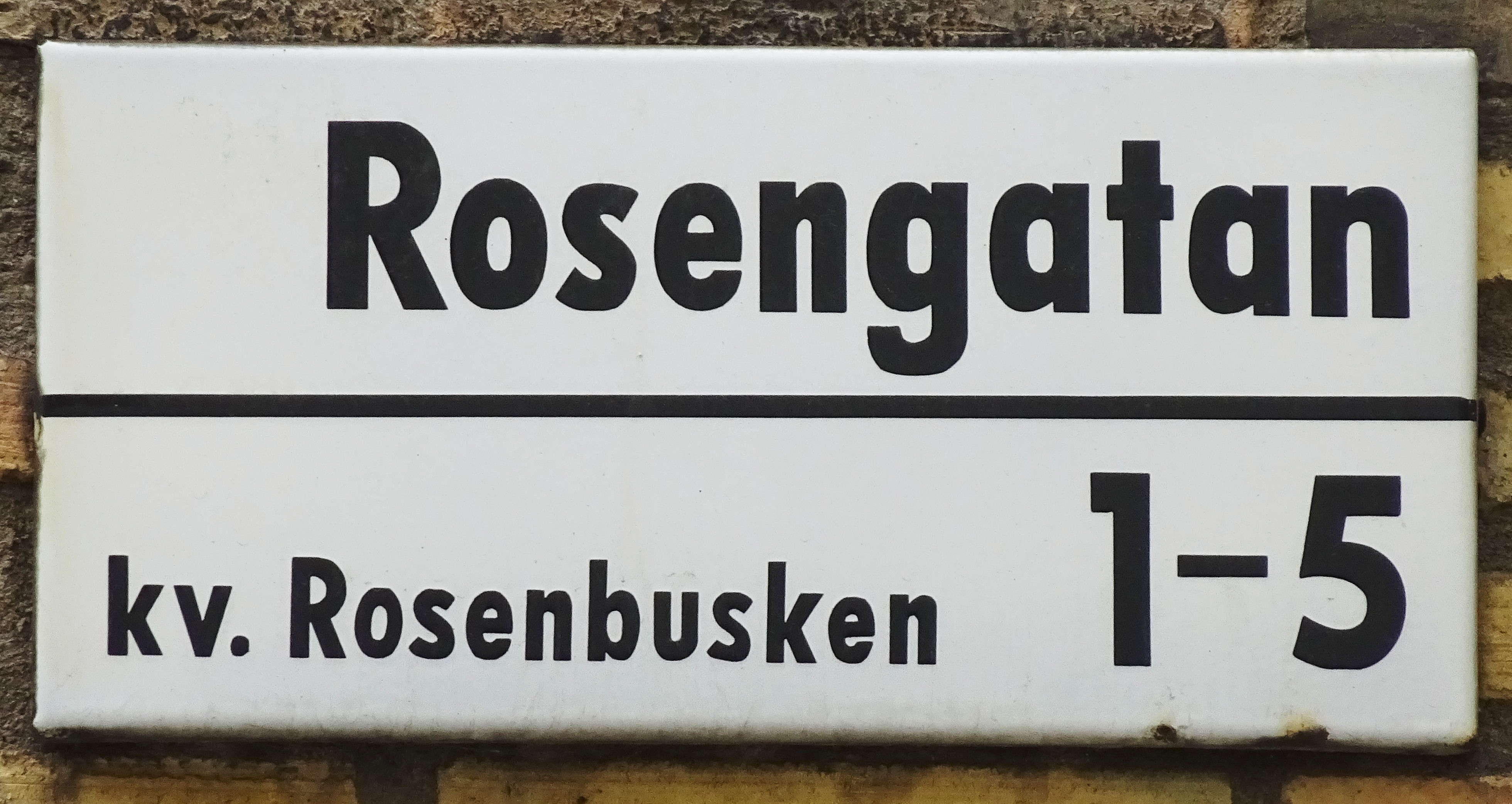
Rosengatan, gatuskylt.

Rosengatan är en gata på Norrmalm i Stockholm som sträcker sig mellan Döbelnsgatan och Luntmakargatan. Gatan fick sitt nuvarande namn 1879.

## Historik

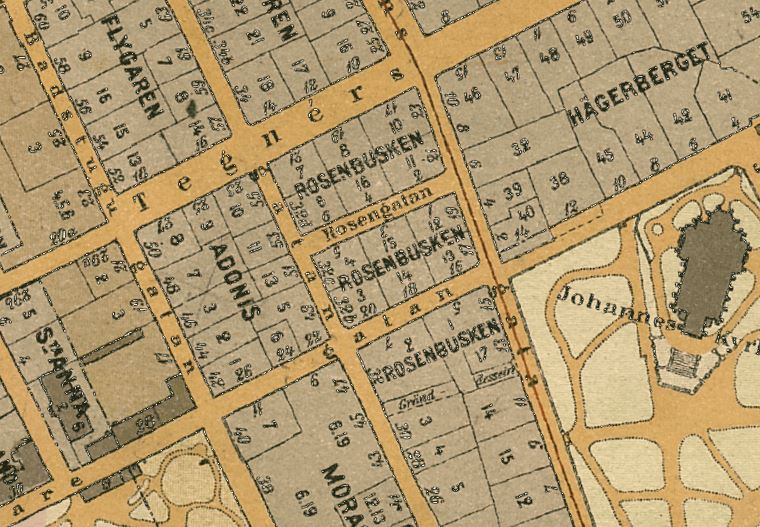
Kvarteret och gatan 1909.

Rosengatan var till en början en privat gata och omnämndes första gången på en bygghandling från 1866. Namnet härrör från kvarteret Rosenbusken, som ursprungligen låg norr och söder om gatan. Rosengatan var således en del av kvartersmarken. Kvartersnamnet Rosenbusken är känt sedan 1702 och omfattade även norra delen av det i söder belägna kvarteret Oxen mindre. På 1920-talet fick kvartersdelen mellan Rosengatan och Tegnergatan namnet Törnet. 
År 1879 erbjöd ägaren till Rosenbusken att utan ersättning överlämna gatan till Stockholms stad under förutsättning att staden ”låter på sin bekostnad förse gatan med stensatt eller makadamiserad körbana samt stensatta trottoarer inom huggen kant- och rännsten…” Tidigare erbjudanden hade avvisats av staden men en dom i Svea hovrätt från den 27 maj 1870 förpliktigade ägaren att ständigt hålla gatstumpen öppen för allmänheten.  1879 fann beredningsutskottet att gatans kvartersmark skulle ändras till gatumark och att Stockholms stad för all framtid skulle svara för gatans underhåll. Samtidigt fastställdes det redan inarbetade namnet ”Rosengatan”.

## Bilder

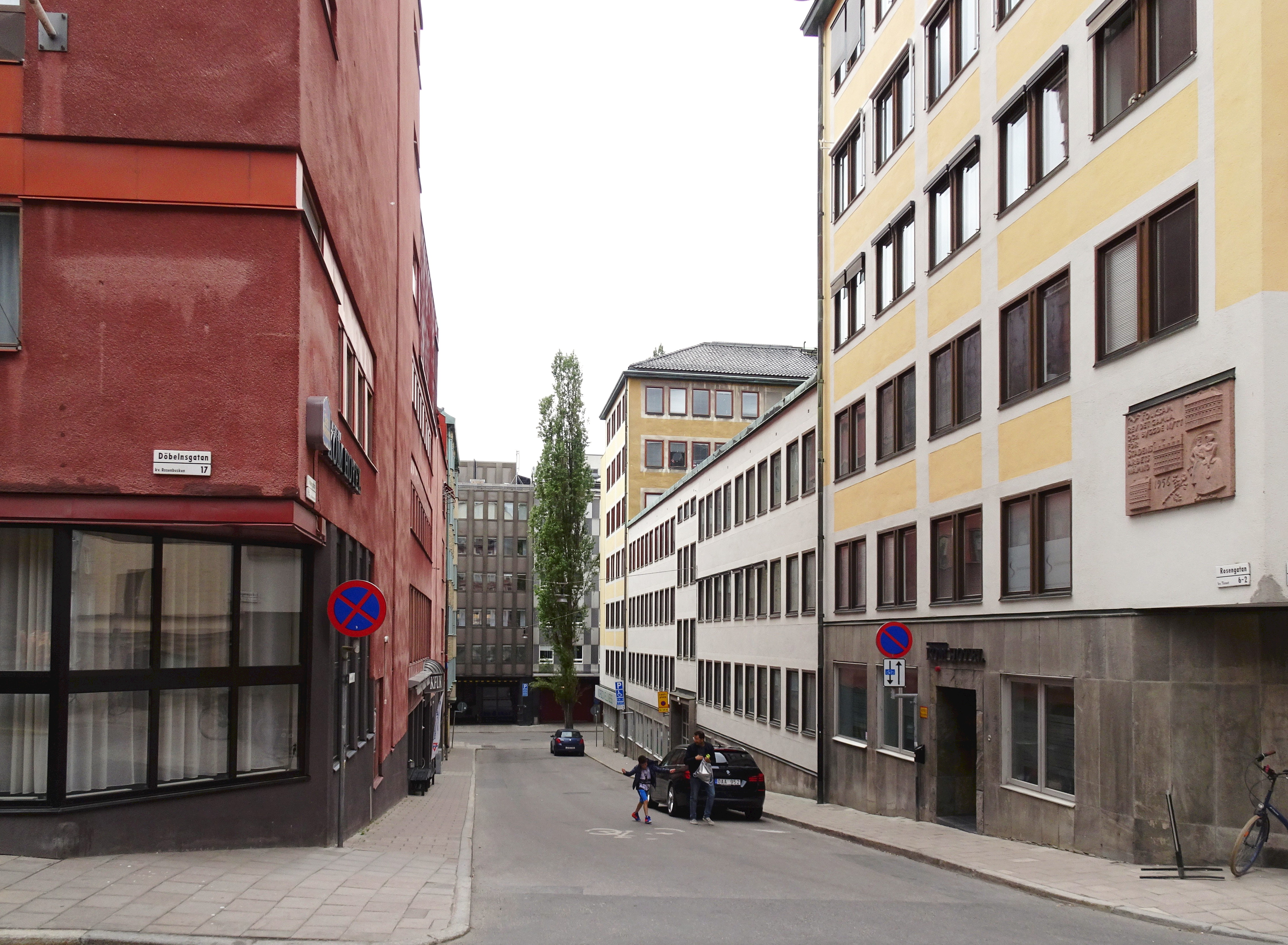
Rosengatan, vy från Döbelnsgatan, till höger Björn Hedvalls byggnad.
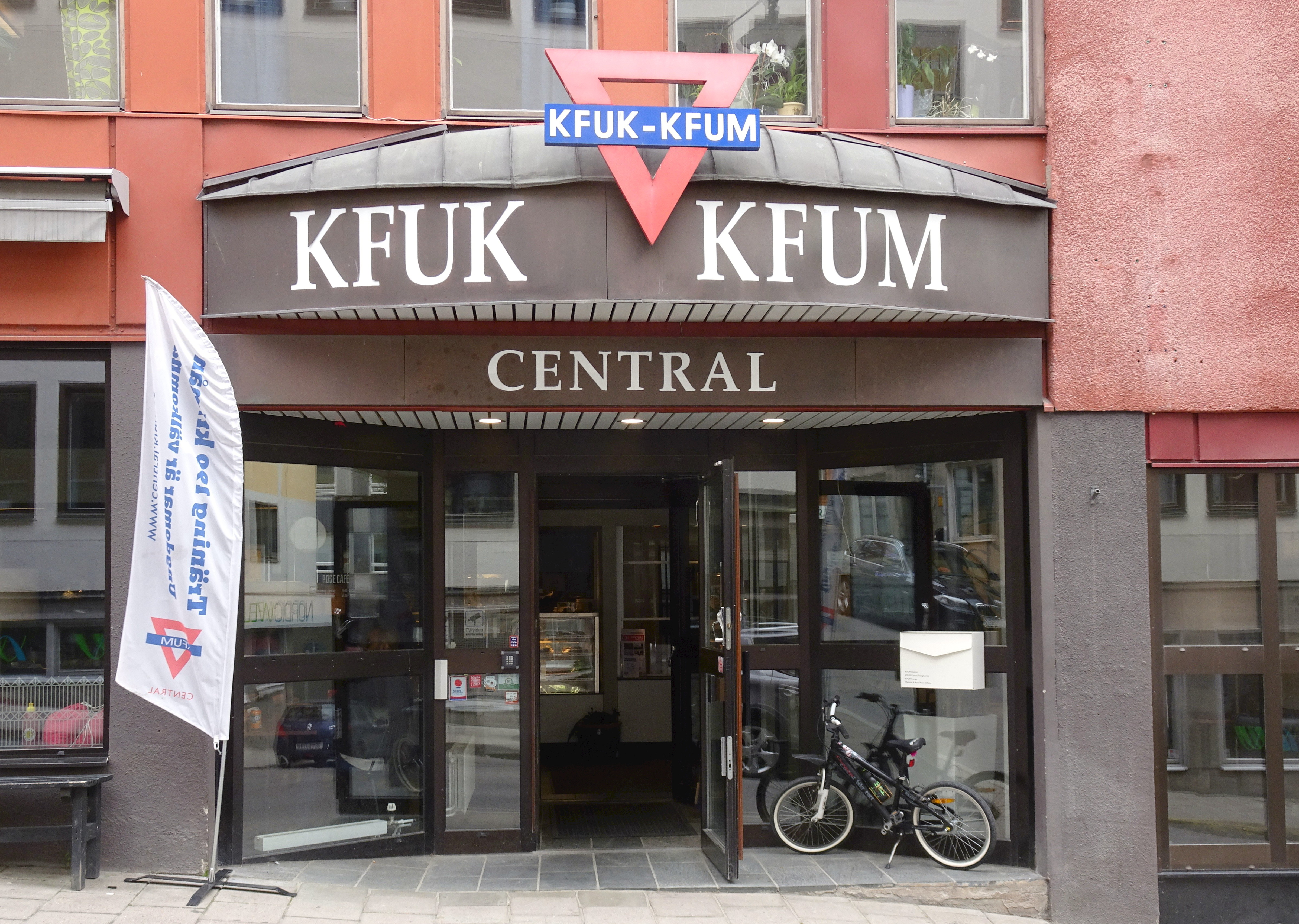
Rosengatan 1 (KFUM-huset), arkitekter Ervin Pütsep och Ants Endre.
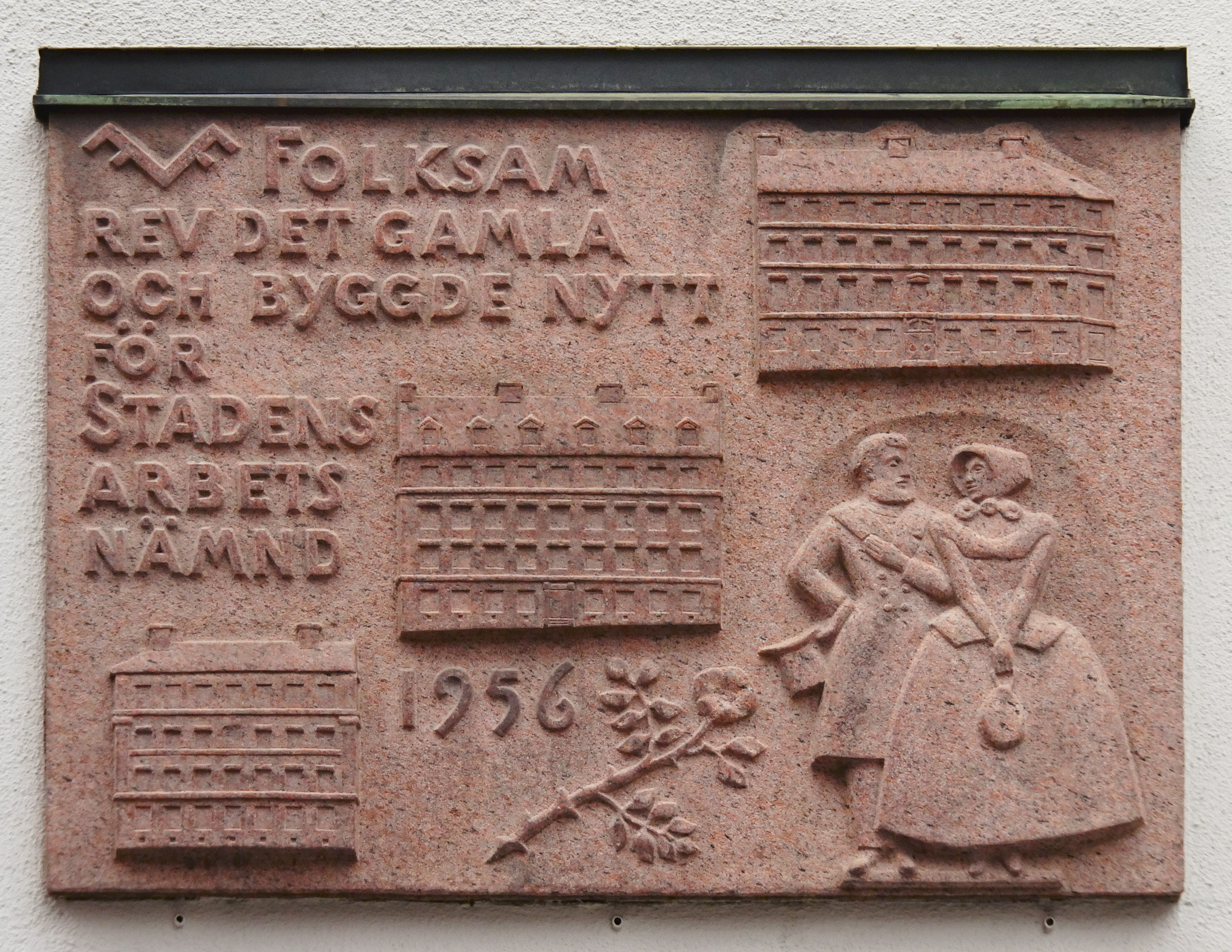
Minnestavla på huset Rosengatan 2.
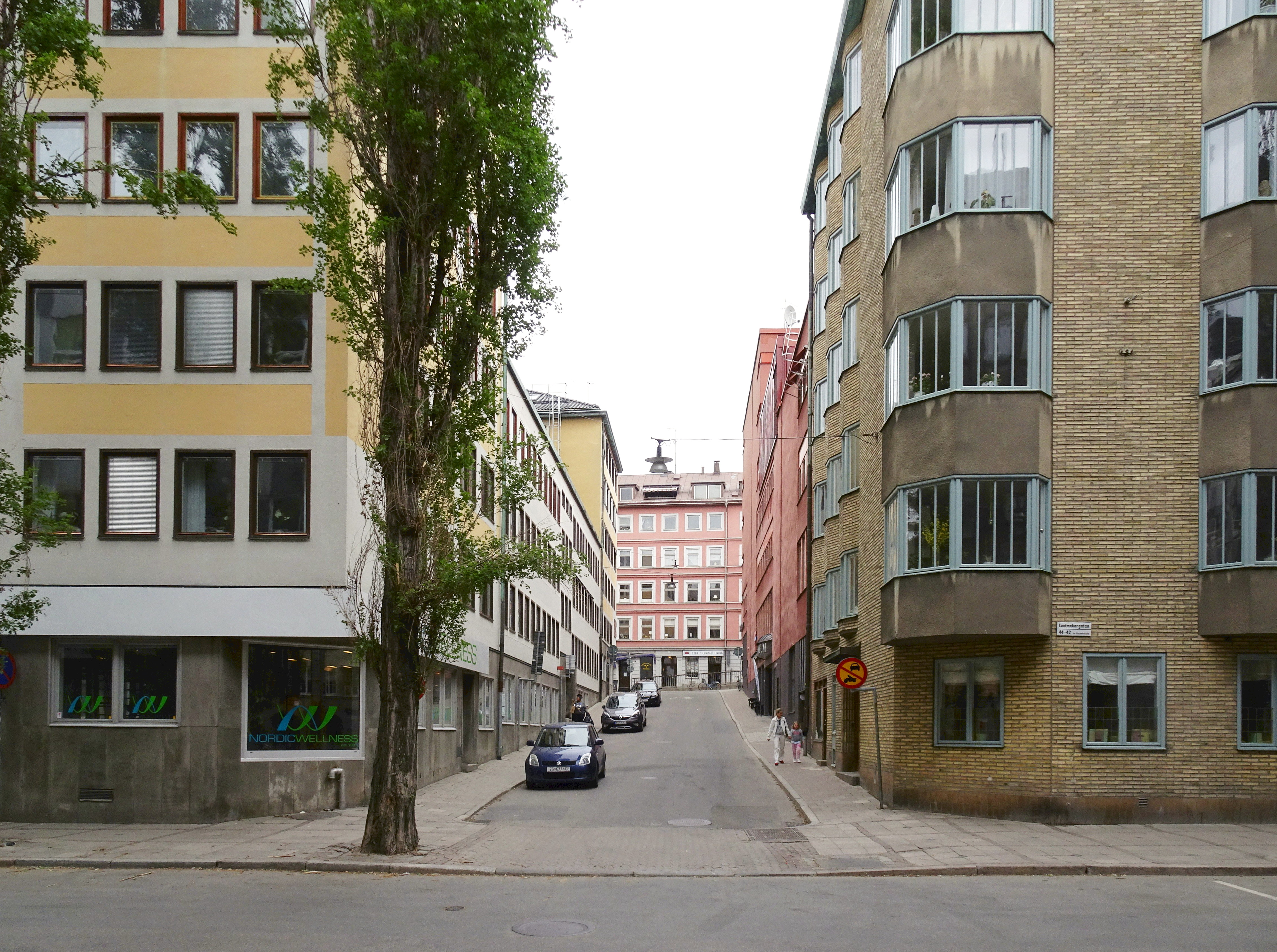
Rosengatan, vy från Luntmakargatan, till höger Backström & Reinius byggnad.

## Byggnader
Dagens bebyggelse längs Rosengatan består av tre fastigheter som samtliga tillkom mellan 1948 och 1978. Den äldre bebyggelsen härrörde från 1800-talets andra hälft och revs.
- Rosengatan 1–3 (fastighet Rosenbusken 22, KFUM-huset) uppfördes 1969–1978 efter ritningar av Ervin Pütsep och Ants Endre.
- Rosengatan 5 (fastighet Rosenbusken 19) uppfördes 1948-1951 efter ritningar av Backström & Reinius.
- Rosengatan 4–6 (fastigheten Törnet 10) upptar hela gatans norra sida och byggdes 1954–1957 efter ritningar av arkitekt Björn Hedvall. En minnestavla på fasaden talar om: "Folksam rev det gamla och byggde nytt för Stadens arbetsnämnd 1956."